# Vríca
Vríca je potok v dolním Turci, v jihozápadní části okresu Martin. Je to levostranný přítok Turce s délkou 19,6 km, je vodním tokem IV. řádu. Na horním toku vytváří 30 metrů vysoký Kľacký vodopád, na středním toku protéká přes Kláštorskou dolinu. Oblast kolem jeho ústí je součástí přírodní rezervace Kláštorské lúky s ochranou vlhkomilných společenství řeky Turiec.

## Pramen
Pramení v Malé Fatře na východním svahu vrchu Kľak (1 351,6 m n. m.) v nadmořské výšce přibližně 1 140 m n. m.

## Směr toku
V pramenné oblasti teče nejprve východním směrem, následně vytváří výrazný oblouk prohnutý na sever pokud obci Vrícko potom pokračuje jihovýchodním směrem. Odtud teče východojihovýchodním směrem k osadě Predvrícko, od soutoku se Studencem teče severovýchodním směrem, pod soutokem se Suchým se stáčí na východ. Na okraji obce Slovany mění směr toku, teče nejprve na jihovýchod, pak na východojihovýchod, od železniční trati nakonec k ústí na východ.

## Geomorfologické celky
- Malá Fatra, geomorfologický podcelek Lúčanská Malá Fatra, geomorfologická část Kľak
- Turčianska kotlina, geomorfologický podcelek Valčianska pahorkatina

## Přítoky
- pravostranné: krátký přítok pramenící východně od místa Pod Skalou, dva krátké přítoky zpod Partizána (1 148,2 m n. m.), Dlhý potok, Kostolný jarok (0,9 km), Studenec, Húčľava, Petruchová (0,6 km)
- levostranné: Plešivý jarok, Močaristá (695,3 m n. m.), Hluboký jarok (1 km), Hubengraben, Fibichov potok (1,5 km), Uličný jarok (0,5 km), Kopcový jarok (0,6 km), Suchá, Michalov potok (0,7 km), Obozová (1,1 km), Žiarna (1,1 km), Vápenná, krátký přítok z jižního okraje lesa Pod Jankovou, Ihráč.

## Ústí
Do Turce se vlévá severozápadně od obce Laskár v nadmořské výšce cca 431,5 m n. m.

## Obce
- Vrícko s osadou Predvrícko
- Kláštor pod Znievom s místní částí Lazany
- Slovany